# Ozon (tygodnik)
Ozon – polski tygodnik opinii o charakterze społecznym, wydawany przez spółkę Ozon Media (kontrolowaną przez Janusza Palikota), ukazujący się od kwietnia 2005 do końca lipca 2006 roku.

## Historia
Pierwszym redaktorem naczelnym był Dariusz Rosiak, funkcje jego zastępców pełnili Szymon Hołownia i Anna Moczulska. Wśród autorów piszących do tygodnika znaleźli się m.in. Paweł Althamer, Filip Bajon, Ryszard Bugaj, Andrzej Leder, Tomasz Lis, Daniel Odija, Agata Passent, Piotr Siemion, Sławomir Sierakowski, Piotr Skwieciński, Dawid Muszyński, Olaf Szewczyk. W ciągu pierwszych trzech miesięcy pismo nie osiągnęło planowanej sprzedaży (60 tys. zamiast 150 tys. egzemplarzy) oraz wpływów z reklam.
W lipcu 2005 właściciele tygodnika podjęli decyzję o zmianie redaktora naczelnego, którym został Grzegorz Górny, dotychczasowy redaktor naczelny „Frondy”. Dotychczasowych wicenaczelnych zastąpili Robert Tekieli, niegdyś twórca „brulionu” i Tomasz P. Terlikowski, który w lutym 2006 roku zrezygnował z funkcji; jego miejsce zajął wówczas Rafał Geremek, który wcześniej pracował m.in. we „Wprost”. Profil tygodnika zmienił się z liberalnego na konserwatywny. Publikowano w nim wiele artykułów krytycznych wobec takich zjawisk, jak aborcja, eutanazja i homoseksualizm, oceniając je zgodnie ze społecznym nauczaniem Kościoła katolickiego. Do najważniejszych publicystów tygodnika należeli: Jadwiga Staniszkis, Tomasz Żukowski, Piotr Semka, Wojciech Wencel, Bogusław Chrabota.
Po fluktuacjach sprzedaży pisma jej poziom w 2006 roku wyniósł ok. 43 tys. egzemplarzy i wydawca uznał tygodnik za trwale nierentowny. Prawa do tytułu miała przejąć spółka utworzona przez pracowników redakcji, ale nie udało się jej zdobyć środków finansowych. 2 sierpnia 2006 roku wydawca złożył do sądu wniosek o upadłość i wstrzymał wydawanie tygodnika. W listopadzie 2006 roku poinformowano o założeniu nowej spółki, która miała zająć się wydawaniem tygodnika kontynuującego linię „Ozonu”, jednak do realizacji tego projektu nie doszło. Jako powód podano brak odpowiedniej ilości środków do rozpoczęcia działalności.